# Kulumri
Kulumri – wieś położona w północnej części Albanii w gminie Blerim. Wieś znajduje się 96 kilometrów od stolicy państwa, Tirany.

## Demografia
Według spisu ludności z 1989 roku we wsi Kulumri mieszkało 258 mieszkańców.